# Дьёри, Эникё
Эникё Дьёри (венг. Győri Enikő; род. 17 июля 1968 года, Будапешт) — венгерский политик, депутат Европейского парламента от партии Фидес, входящей в состав Европейской народной партии.
Посол Венгрии в Италии, государственный секретарь по европейским делам в Венгрии.

## Образование
Окончила факультет международных отношений Будапештский университет экономических наук в 1992 году, получила докторскую степень в 2000 году. В 1997 году  прошла подготовку в Национальной школе управления в Париже (ENA).
Проходила стажировку в США, Бельгии, Франции, Мексике и Испании. Стажировалась в Национальном собрании Франции (1998), в Совете Европы (1998) и в Европейской комиссии (1995).
Владеет английским, итальянским, испанским (отлично), французским (средний уровень).

## Карьера
Государственный министр по европейским делам, министерство иностранных дел (2010—2011 годы).
Депутат Европарламента (2009—2010), член Экономического и валютного комитета.
Глава штаба ЕС от политической группы Фидес в Национальном собрании Венгрии (2003—2009).
Посол Венгрии в Италии (1999—2003).
Советник по делам ЕС в Национальном собраним Венгрии (1992—1999 годы).
Преподаватель Университета ELTE в Будапеште (2004—2009) и Педагогическом колледже Эстерхази в Эгере (1995—1998).

## Общественная деятельность
Член рабочей группы «Европейская политика» Европейской народной партии (2005—2009).
Президент Итальянского форума в Будапеште (с 2004).
Член совета журнала Political Science Review (с 2007).
Директор Центра «Свободная Европа» (2004—2009).

## Личная жизнь
Замужем, имеет двоих детей.